# Forum antique de Bavay
Le Forum antique de Bavay est un musée de site archéologique situé à Bavay dans le département du Nord, en France.
Le site de Bagacum Nerviorum, chef-lieu de la cité des Nerviens, est progressivement découvert lors de fouilles archéologiques aux XIXe et XXe siècles. Le cœur de cette civitas est son forum monumental, construit en deux phases principales entre le Ier et la fin du IIe siècles ap. J.-C., avant d'être transformé en réduit défensif durant l'Antiquité tardive.
Le Forum antique de Bavay permet de visiter les vestiges du forum et de la forteresse, ainsi qu'un musée retraçant l'histoire du site et plus largement de l'antique Bagacum.
Aujourd'hui encore, le forum de Bavay est l'un des plus importants de l'ensemble du monde romain, couvrant plus de 2,5 ha.

## Situation

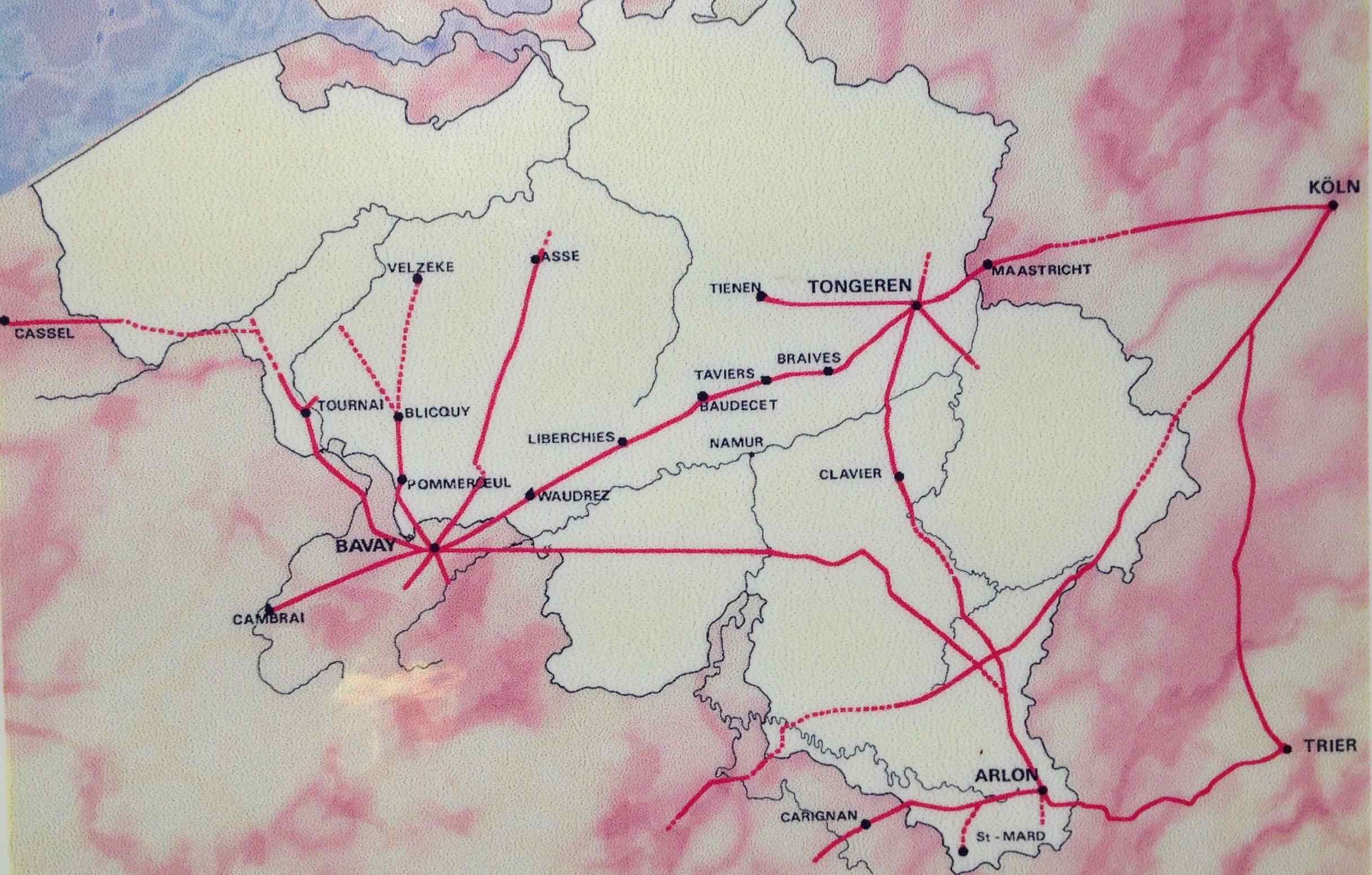
Le territoire de Bagacum est au croisement de sept voies romaines menant aux pays voisins : sa position stratégique explique que son forum est le troisième plus grand par la taille, après le Forum de Rome et celui de Carthage.

Le site et le musée se trouvent en face de l'église Notre-Dame de l'Assomption située rue de Gommeries, près du centre de Bavay,,, au 2 allée chanoine Biévelet.

## Fouilles archéologiques

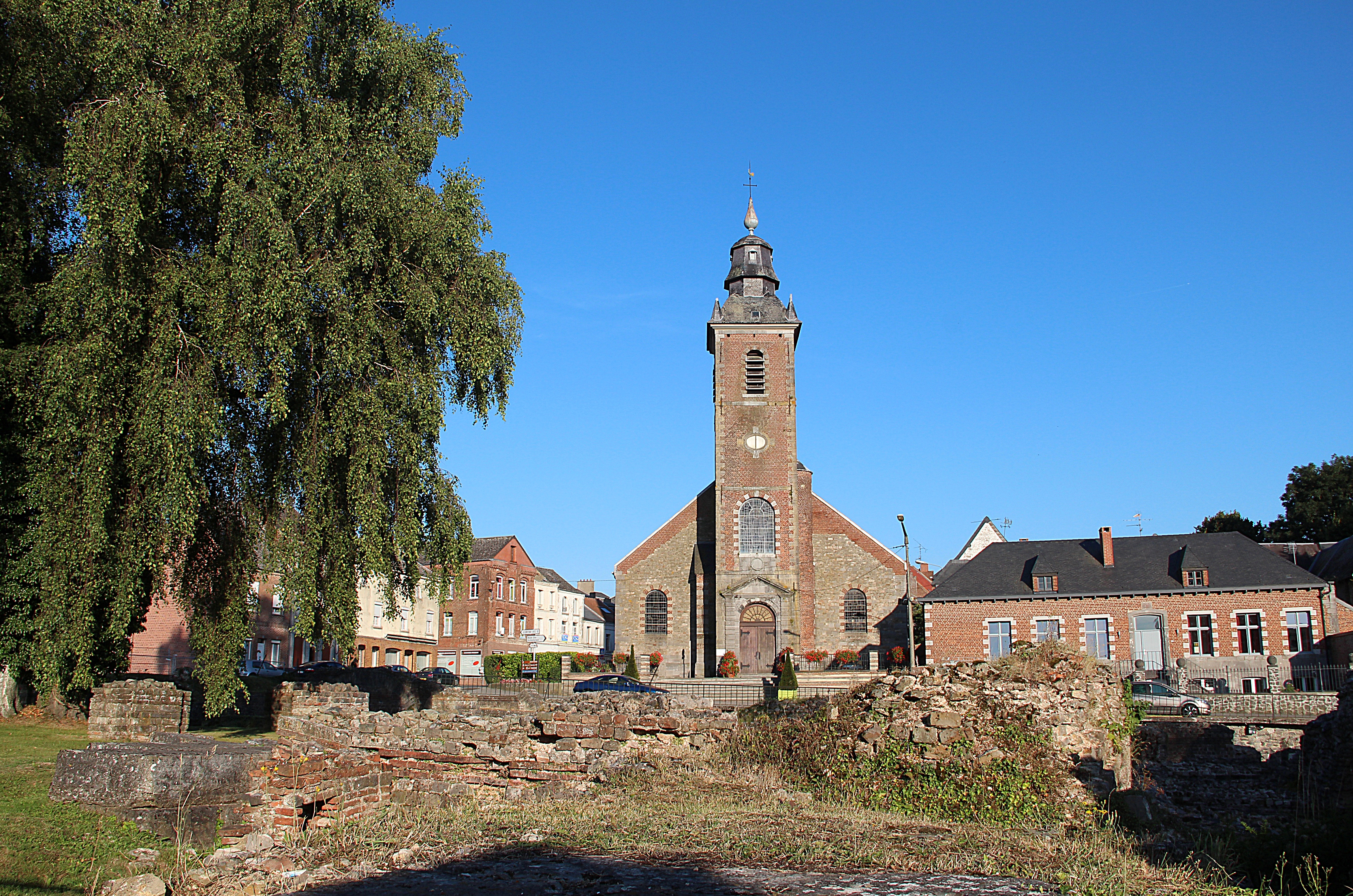
Vestiges du site archéologique à côté de l'église Notre-Dame de l'Assomption.

Au XVIIIe siècle, des découvertes fortuites donnent lieu à la redécouverte de Bagacum. Au siècle suivant, le site devient le théâtre de fouilles sauvages où le mobilier archéologique mis au jour est rapidement dispersé dans le monde au gré des ventes, ce qui incite l'abbé Augustin Carlier à lancer des fouilles scientifiques sur le site.
L'archiviste Maurice Hénault découvre en 1906 un forum et des thermes alimentés par un aqueduc amenant les eaux d'une fontaine située à une vingtaine de kilomètres. Le forum, édifié entre les Ier et IIIe siècles, est en grande partie redécouvert en 1940, à la suite d'un bombardement allemand.
Le chanoine Henri Biévelet, de 1942 à 1976, dégage à l'ouest la plus grande partie des cryptoportiques ainsi que l'esplanade et à l'est la basilique civile.
Jean-Claude Carmelez, accompagné de collègues enseignants et de lycéens, prend la relève et poursuit l'exploration scientifique du site jusqu'en 1997.
Les dernières fouilles en date ont été réalisées entre 2020 et 2021 par le Service archéologie et patrimoine du Département du Nord, dans le cadre d'une opération préventive en amont du chantier de couverture du cryptoportique.

## Le musée

### Historique
Le premier musée d'archéologie de Bavay est fondé par Maurice Hénault en 1906. Son successeur est inauguré le 26 juin 1946.
Le musée actuel est ouvert en 1976 dans un bâtiment conçu par les architectes Waldschmidt et Jourdain, à proximité immédiate du forum. Décidée en 1967, sa construction coûte 4 millions de francs (55 % par le Département, 40 % par l'État et 5 % par la ville). Sa gestion est alors assurée par la ville de Bavay. Jean-Claude Carmelez en est le conservateur de 1976 à 1993. Puis la direction du musée et du site est successivement assurée par Véronique Deloffre (1993-2007), Véronique Beirnaert-Mary (2007-2021) et Pierre-Antoine Lamy (depuis 2021).
Le musée est départementalisé en 2000 et le Département du Nord entreprend alors de renouveler sa muséographie. Le Département devient propriétaire du site lui-même en 2008. Le musée est rebaptisé « Forum antique de Bavay » le 15 septembre 2011 et modifie une nouvelle fois l'ensemble du parcours muséographique.
Depuis 2004, le musée présente une restitution en 3D du forum de Bagacum Nerviorum, capitale des Nerviens. Cette restitution est actualisée en 2011 et continue d'évoluer, au fur et à mesure des découvertes sur le site et de l'accroissement des connaissances archéologiques et architecturales.
En 2012, le Département du Nord s'appuie sur un nouveau Projet Scientifique et Culturel (PSC) pour étudier la possibilité d’un dispositif de protection du site soumis aux intempéries. Le 14 mai 2022, après dix ans de réflexion et de préparation pour seulement un an de travaux, une couverture de 6 400 m2 en acier galvanisé, placée au-dessus du cryptoportique, est inaugurée. Cette couverture protège un tout nouveau parcours de visite, accessible aux Personnes à Mobilité Réduite (PMR) et ponctué de stations de médiation et de dispositifs de scénographie expliquant l'évolution du site, du forum à la forteresse.

Bagacum Nerviorum
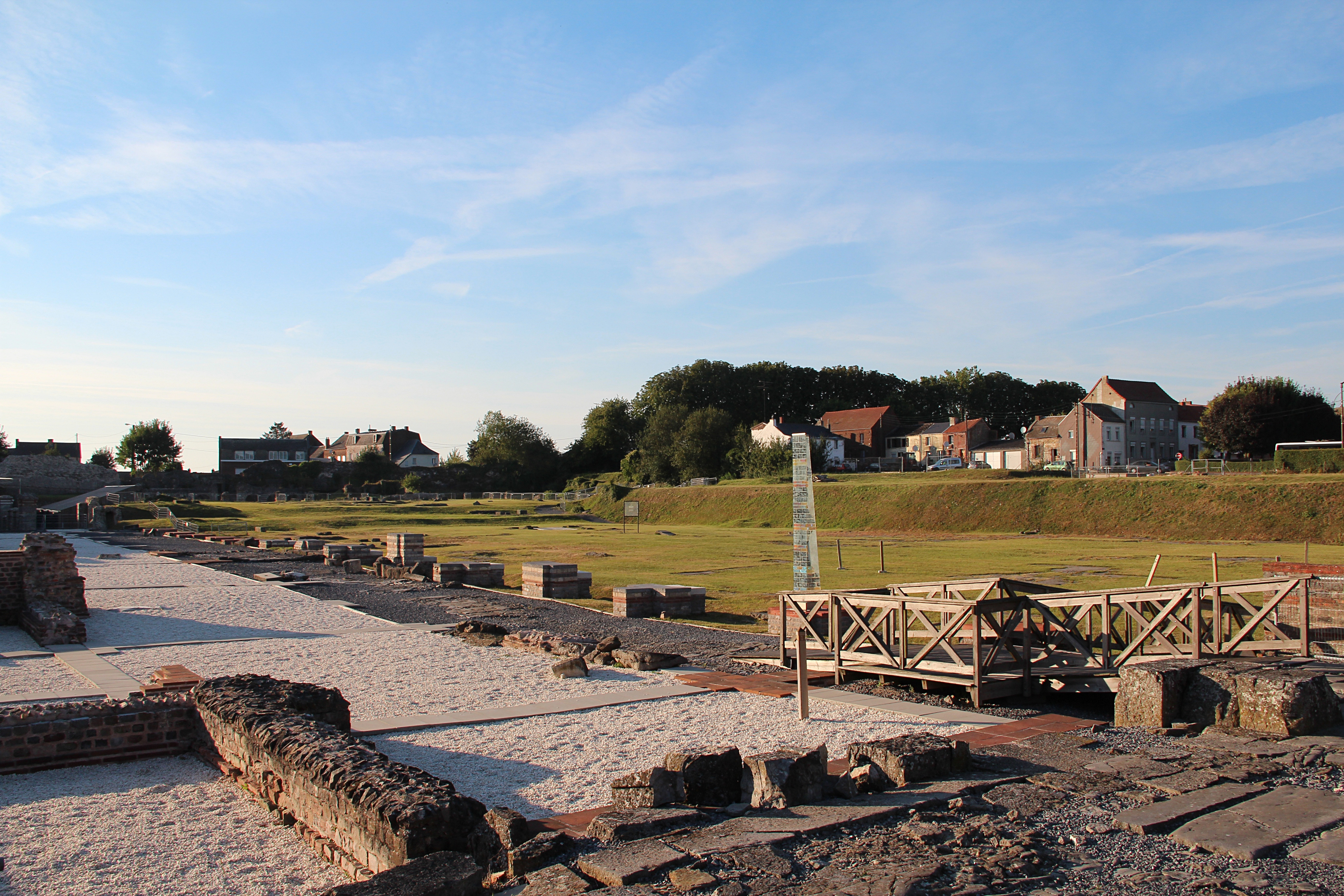
Vestiges du site archéologique.
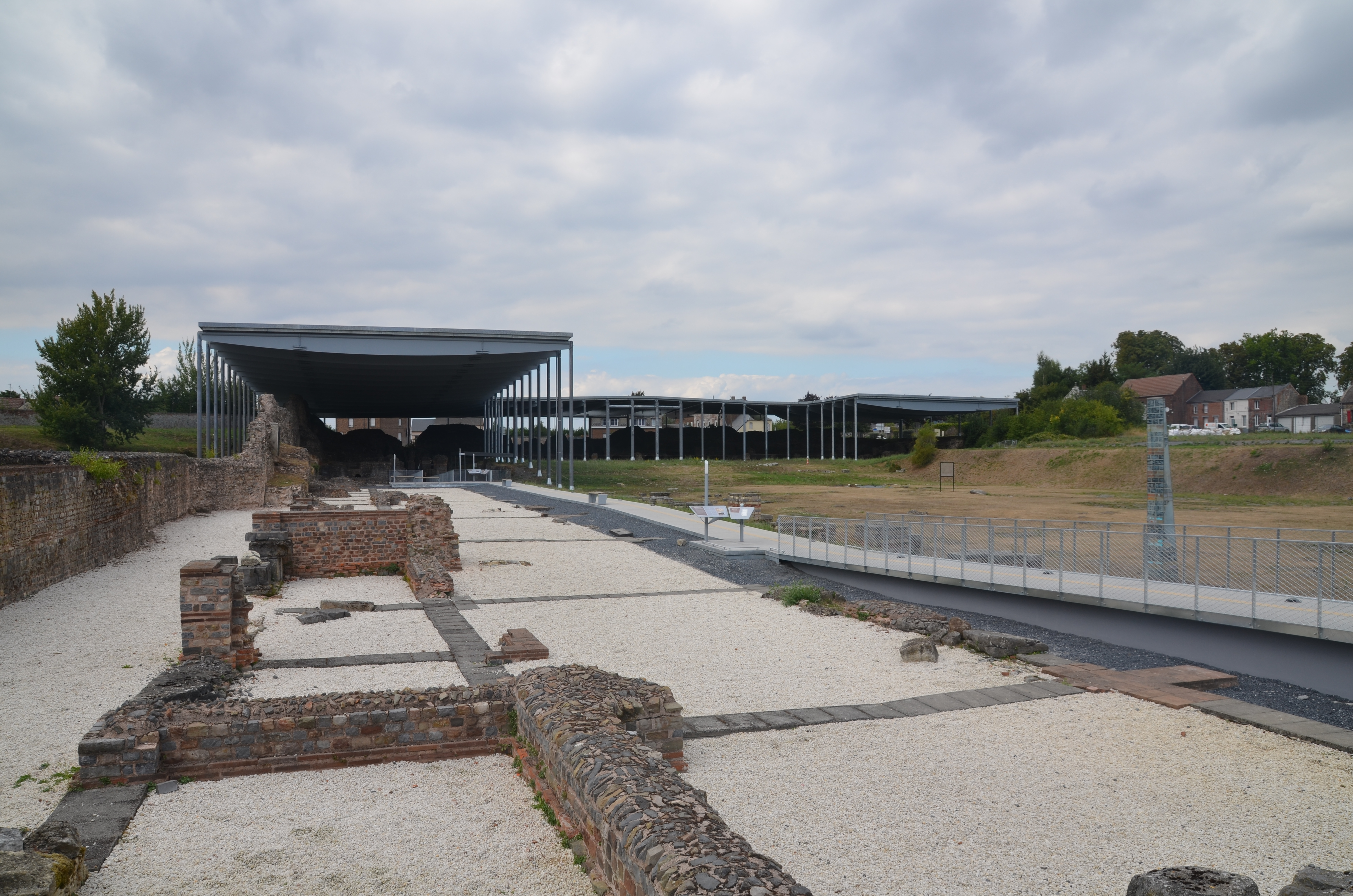
La place du forum (aménagement de 2022).
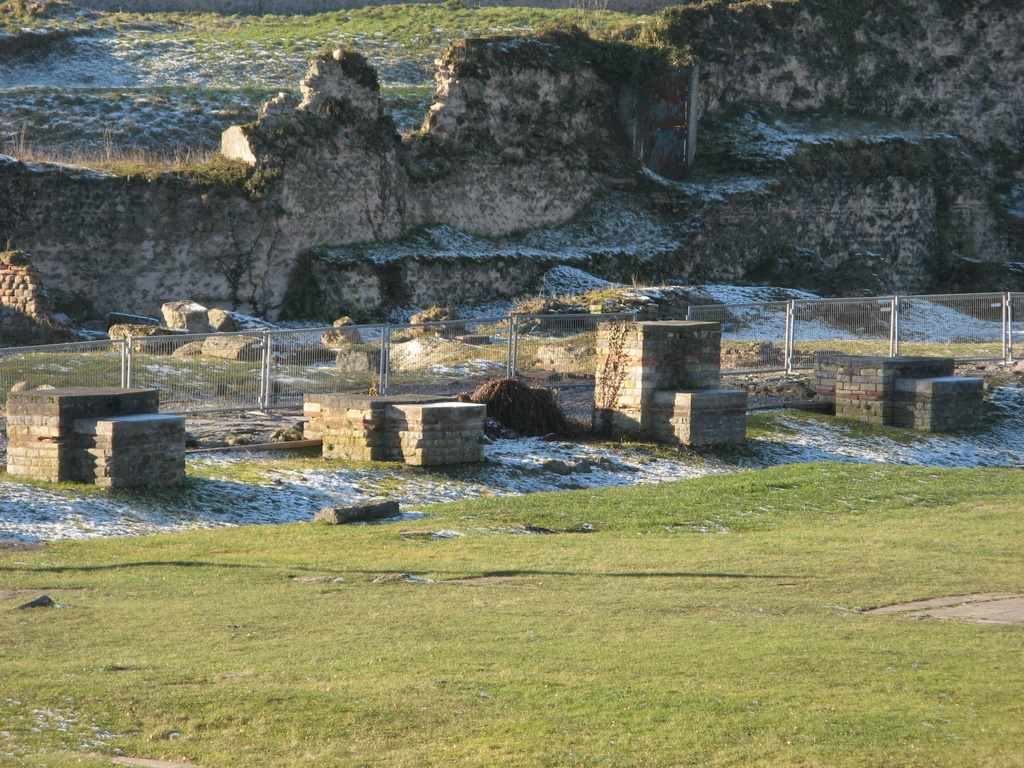
Vestiges de piliers intérieurs du forum.
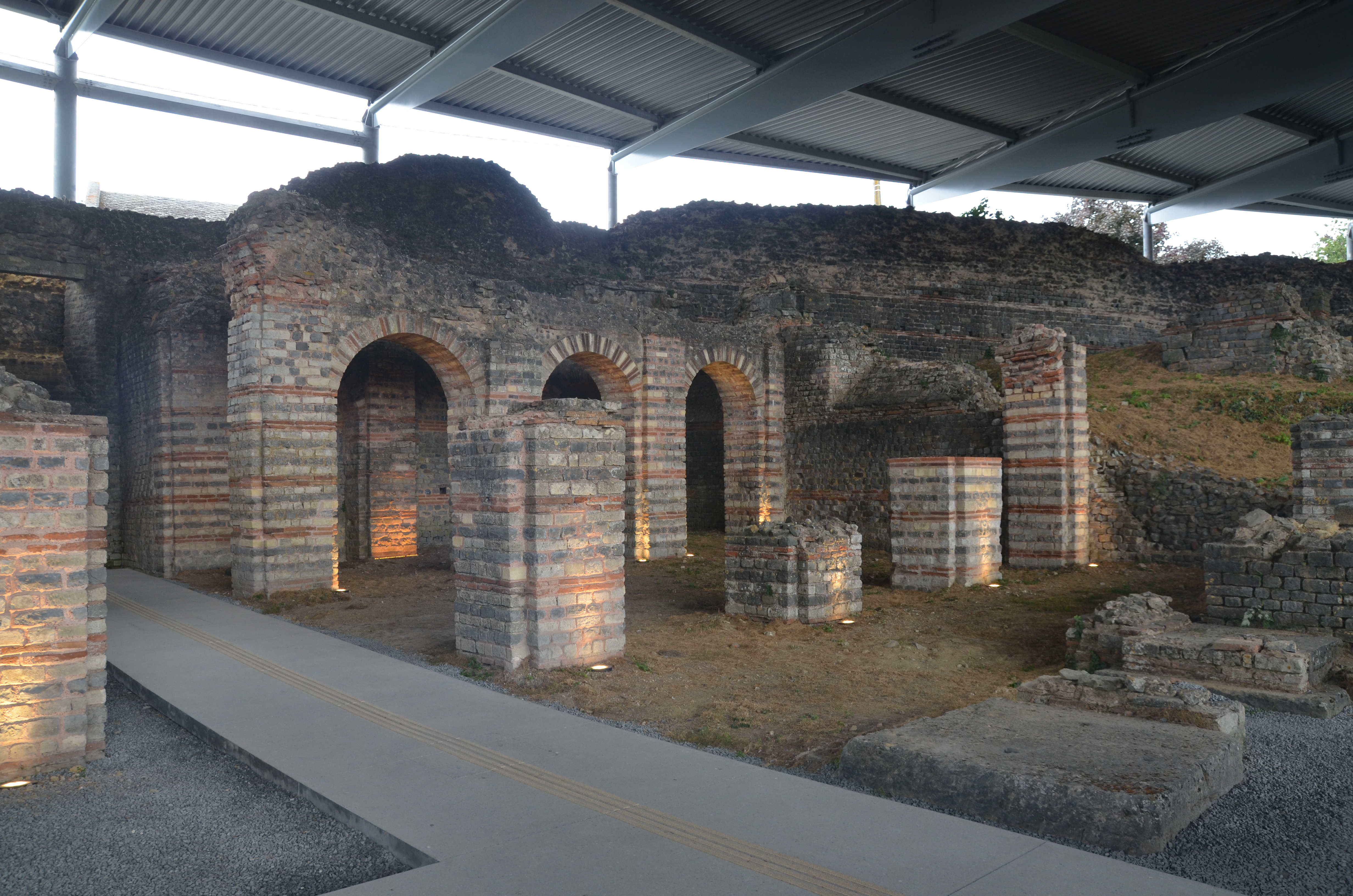
Arches bicolores du cryptoportique (aménagement de 2022).

### Objets gallo-romains résultant des fouilles archéologiques à Bavay et dans sa région

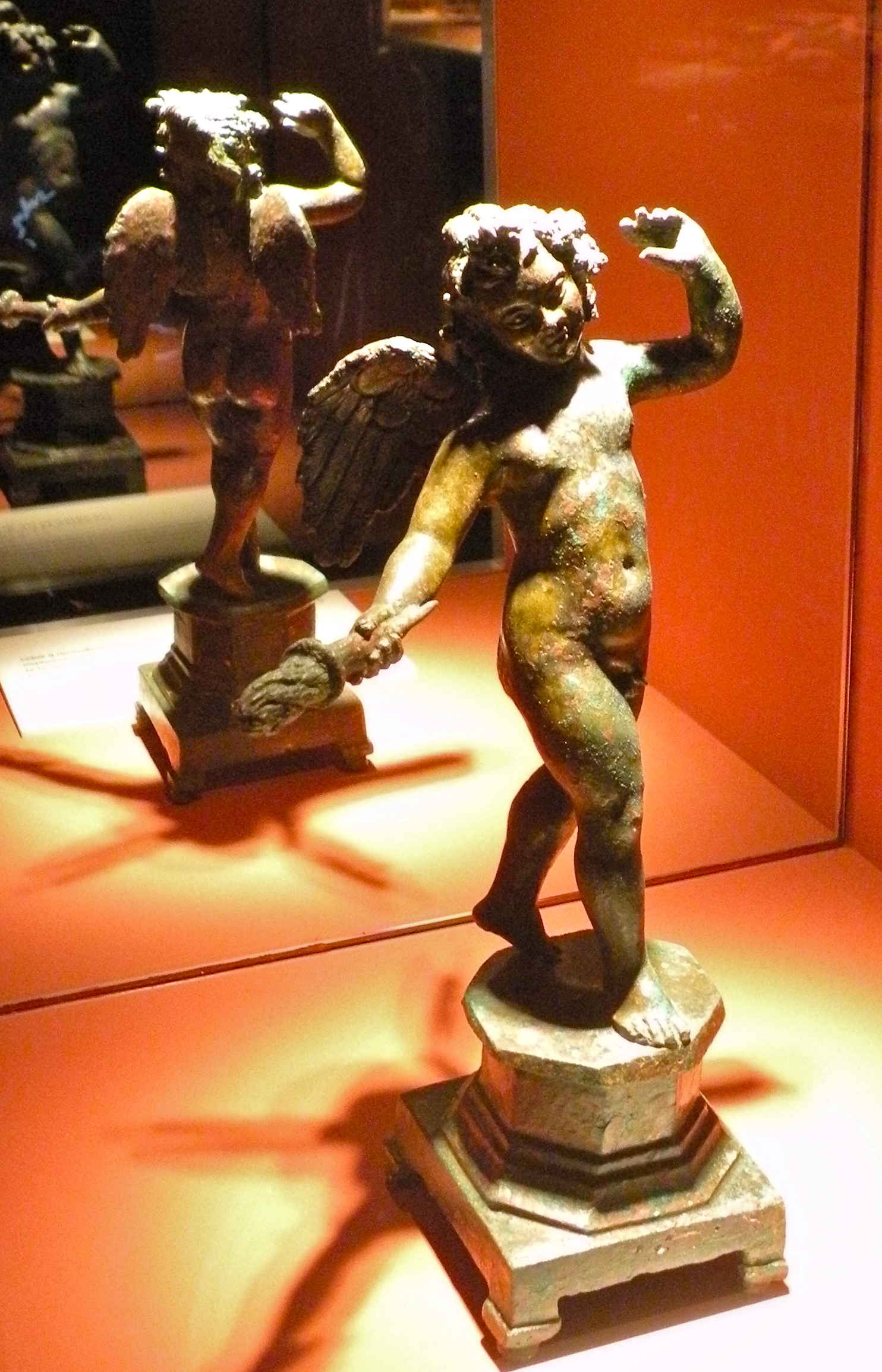
Amour. Bronze.
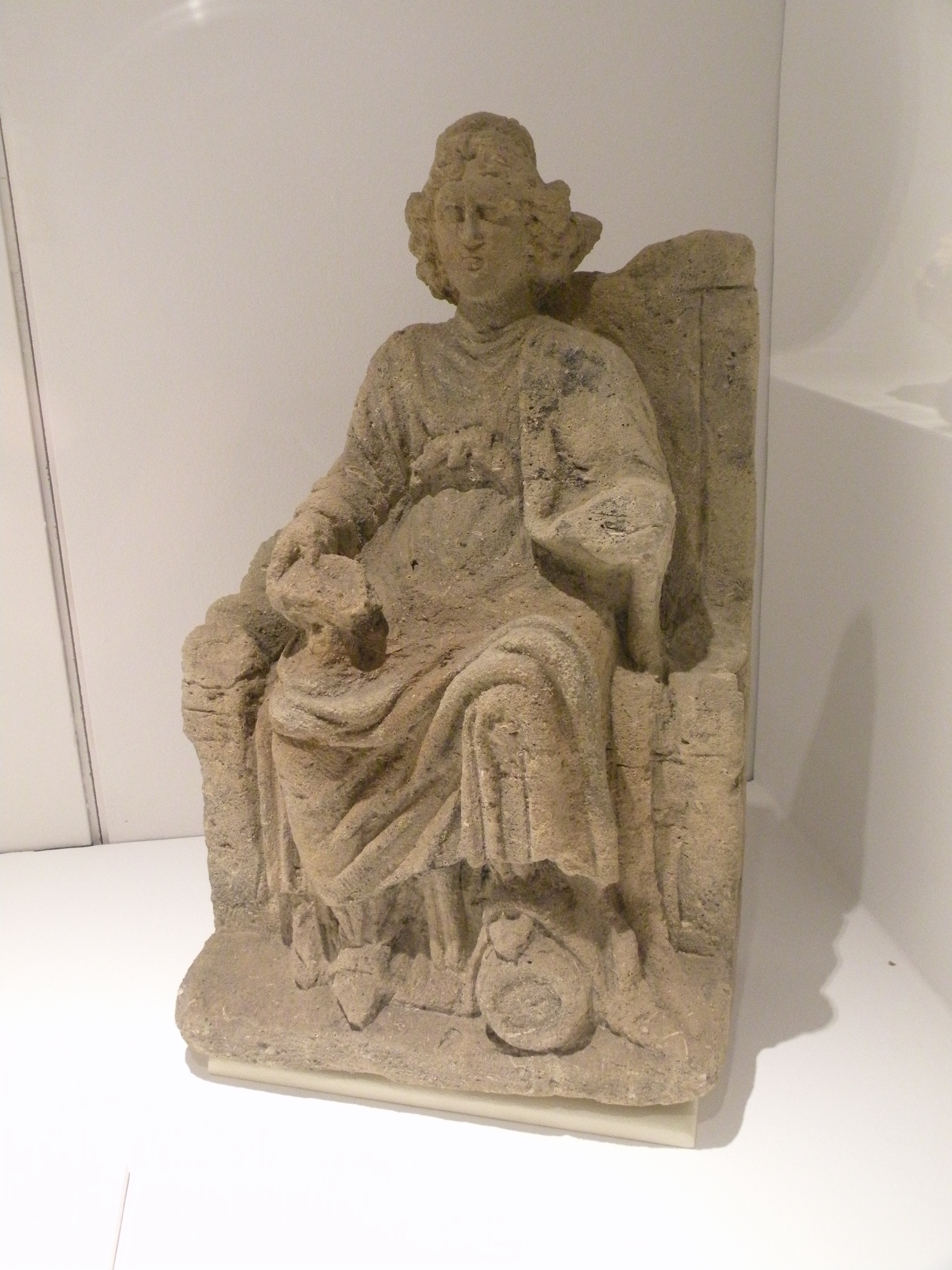
Mater coiffée à la romaine. Liberchies, I-IIIe s.
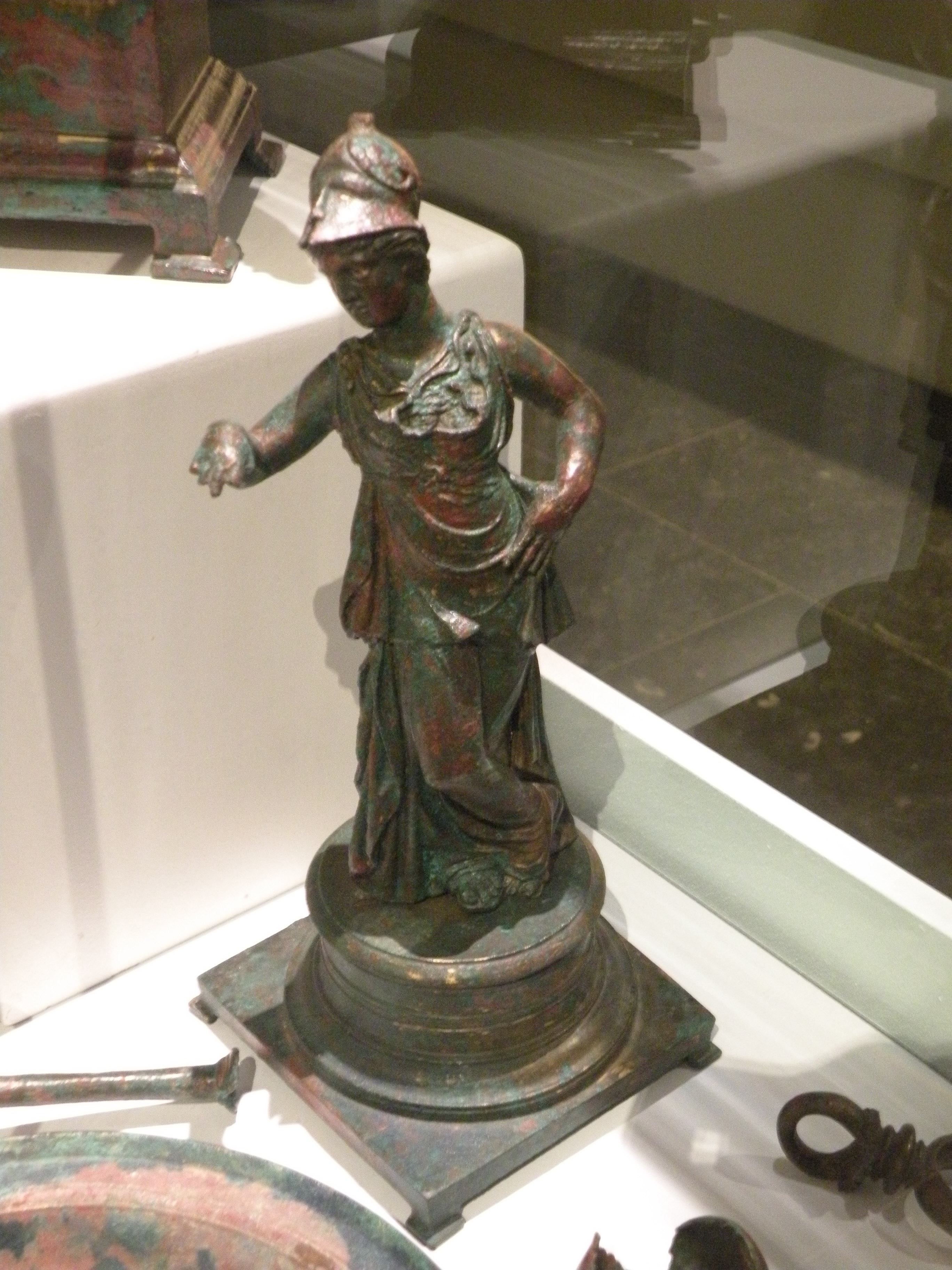
Minerve en alliage cuivreux. Bavay, Ier-IIIe s.

### Collections d'autres lieux
Le musée a, ou a eu, un bon nombre de collections d'autres lieux (ateliers d'Argonne), d'autres régions. Certaines de ces collections sont allées enrichir les fonds d'autres organismes, dont la direction des antiquités historiques du Nord/Pas-de-Calais qui a ainsi recueilli des pièces provenant d'ateliers de poterie de Gaule du centre (ateliers de Lezoux et des Martres-de-Veyre - Puy-de-Dôme), Gaule du sud (La Graufesenque - Aveyron ; Montans - Tarn), Gaule de l'est (Rheinzabern), etc.